# André Citroën
André-Gustave Citroën (París, 5 de febrero de 1878-París, 3 de julio de 1935) fue un ingeniero francés, fundador de la marca automovilística Citroën en 1919. Fue el primero en Europa en emplear métodos de trabajo en cadena. Algunas de sus innovaciones fueron el encendido eléctrico y la tracción delantera.

## Biografía
André Citroën nació en París el 5 de febrero de 1878, hijo de Lévie Citroën (originalmente Citroen), diamantista judío neerlandés, emigrado a París en 1873, y de Masza Amelia Kleinman, judía polaca originaria de Varsovia.
Después de haber emigrado, Lévie Citroen cambió la ortografía de su nombre en Citroën, añadiendo una diéresis. 
El 14 de septiembre de 1884, cuando él sólo tenía cinco años, se suicidó su padre. Entonces es solicitado por su madre que retoma el negocio de diamantes y perlas finas de su marido. 
A los 10 años, descubre la obra visionaria vanguardista de Julio Verne que lo inspirará toda su vida. La construcción de la Torre Eiffel para la Exposición Universal de París (1889) le incita a hacerse ingeniero e industrial y a participar en los futuros grandes desafíos industriales del vigésimo siglo. 
A los veintidós años (1900), se graduó en l'École Polytechnique, la más prestigiosa escuela de ingeniería francesa. Su primer trabajo fue en una empresa de fabricación de ruedas propiedad de unos amigos de la familia, donde vio el sistema de engranaje que le serviría de inspiración para la doble flecha o chevron que empleó como logotipo en sus coches. 

### Engranajes helicoidales dobles
En 1900, en el momento de un viaje en familia a Polonia, André se reencuentra con un pariente que puso a punto un procedimiento de tallado de "engranajes de dobles espigas  V" de madera a menor costo utilizados para prensar el trigo mediante molinos para fabricar harina. Esta figura geométrica se convertirá en el símbolo y logotipo de la futura marca Citroën. De vuelta a Francia, se lleva consigo la idea con espigas en acero y lo patenta.

### Director general de Automóviles Mors

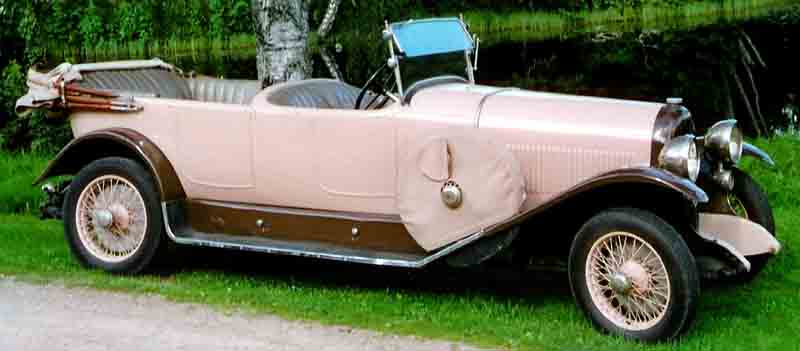
Mors 12/16 CV Sport de 1923

Del 1906 al 1914, es nombrado director general administrador en casa del fabricante de automóviles Mors, por los hermanos Émile y Luis Mors, la empresa estaba en una situación delicada. Reorganiza el estudio de las necesidades de los clientes, moderniza la gestión, crea nuevos modelos y dobla la producción de la marca en 10 años. 
André Citroën es un descubridor de talentos y uno genio organizador. No es inventor, ni técnico. Pero se apasiona por la "fabricación y la distribución a gran escala". 
En 1912 André Citroën visitó la nueva fábrica Ford de Henry Ford en Detroit que aplica el Taylorismo, que se desarrollaría en: Fordismo. Observó los métodos de trabajo en cadena empleados en la producción del Modelo T y que permitían mayor eficiencia en la fabricación de los automóviles. En efecto, en 1913 fundó la Sociedad de Engranajes Citroën. Los dientes de los engranajes en forma de chevrones por él ideados, de funcionamiento suave, silencioso y eficaz, se convirtieron desde el principio en el emblema de la marca. Durante la Primera Guerra Mundial Citroën fabricó armas y a su final fundó la «Société Anonyme André Citroën» dedicada a la fabricación de automóviles. El año siguiente de su inauguración fabricó 20 000 automóviles.

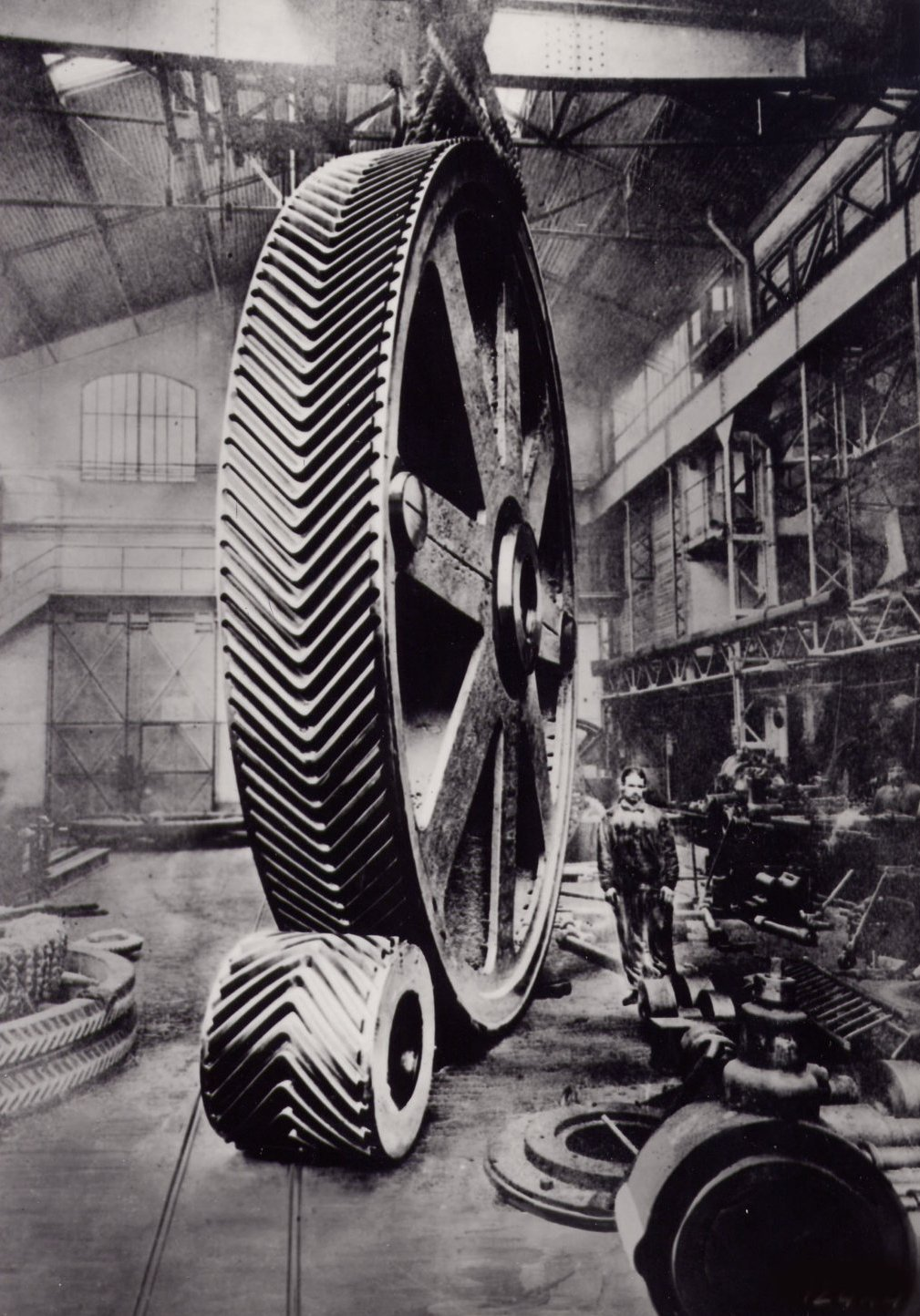
Los engranajes con las espigas en V pasaron a ser el emblema y logo de Citroën.

### Fundación de la sociedad"Citroën, Hinstin y Cie"
En 1912, a los 35 años de edad, se asocia con Jacques y Paul Hinstin con los que invierte una gran parte de la herencia de sus padres para fundar la sociedad "Citroën, Hinstin y Cie", creada para fabricar engranajes, en particular los de espigas en V, con una decena de obreros en el suburbio de Saint-Denis del 10 distrito de París. Traslada rápidamente a la calle 31 de Grenelle en el distrito 15 de París al lado de la fábrica de los hermanos Mors, cerca de la calle de Javel (hoy calle André Citroën) y se rebautiza como la "Sociedad Anónima del Engranaje Citroën". También consigue ser Presidente de la Cámara sindical del automóvil. 
El 27 de mayo de 1914, dos meses antes de la declaración de la Primera Guerra Mundial, se casa con Georgina Bingen, hija de un banquero genovés, con la que pasa a formar a una numerosa familia.

### Primera Guerra Mundial
En 1914, André es movilizado en agosto primero como teniente y después como capitán al 2.º regimiento de artillería de Metz. 
En 1915 le propone en enero al General Luis Baquet, director de la artillería del Ministerio de la Guerra, quien carece cruelmente de munición, que si aplica el Fordismo en una fábrica construida en 3 meses, es capaz de poder producir de 5000 a 10 000 obuses de tipo Shrapnel en 75 días. Hace construir sobre 15 hectáreas de solares y jardines hortenses de la calle Javel (actualmente calle y parque André-Citroën) una fábrica inmensa ultra moderna y produce con 13 000 obreras, 23 millones de obuses a razón de 10 000 al día, cifras inéditas para la época. 
En 1917 y 1918, el gobierno también le encarga reorganizar el abastecimiento de la industria del armamento, los servicios postales militares, y la distribución de los billetes de ración de pan en la región parisina.

### Fundación de Citroën en 1919
En 1919, al año siguiente de fin de la guerra, después de haberse preparado mucho tiempo de antemano, André Citroën reconvierte su fábrica de armamento en industria del automóvil en cuatro meses absorbiendo al fabricante de automóviles Mors. Funda Citroën con el emblema histórico de su espiga en doble V. 
Asistido por su brazo derecho Georges-Marie Haardt para la comercialización, fabricó el mismo año el primer modelo de la marca: el Citroën Type A para el cual reclutó al ingeniero Jules Salomon en 1916 para su concepción. "El primer coche europeo producido en serie" a razón de 30 por día y 20 000 al año desde 1920 (mayor que toda la producción Peugeot y Renault juntos). El precio de lanzamiento de 7.950 francos, es excepcionalmente bajo para la época (en detrimento de sus beneficios para reembolsar sus préstamos importantes de inversiones).
|  |  |  |

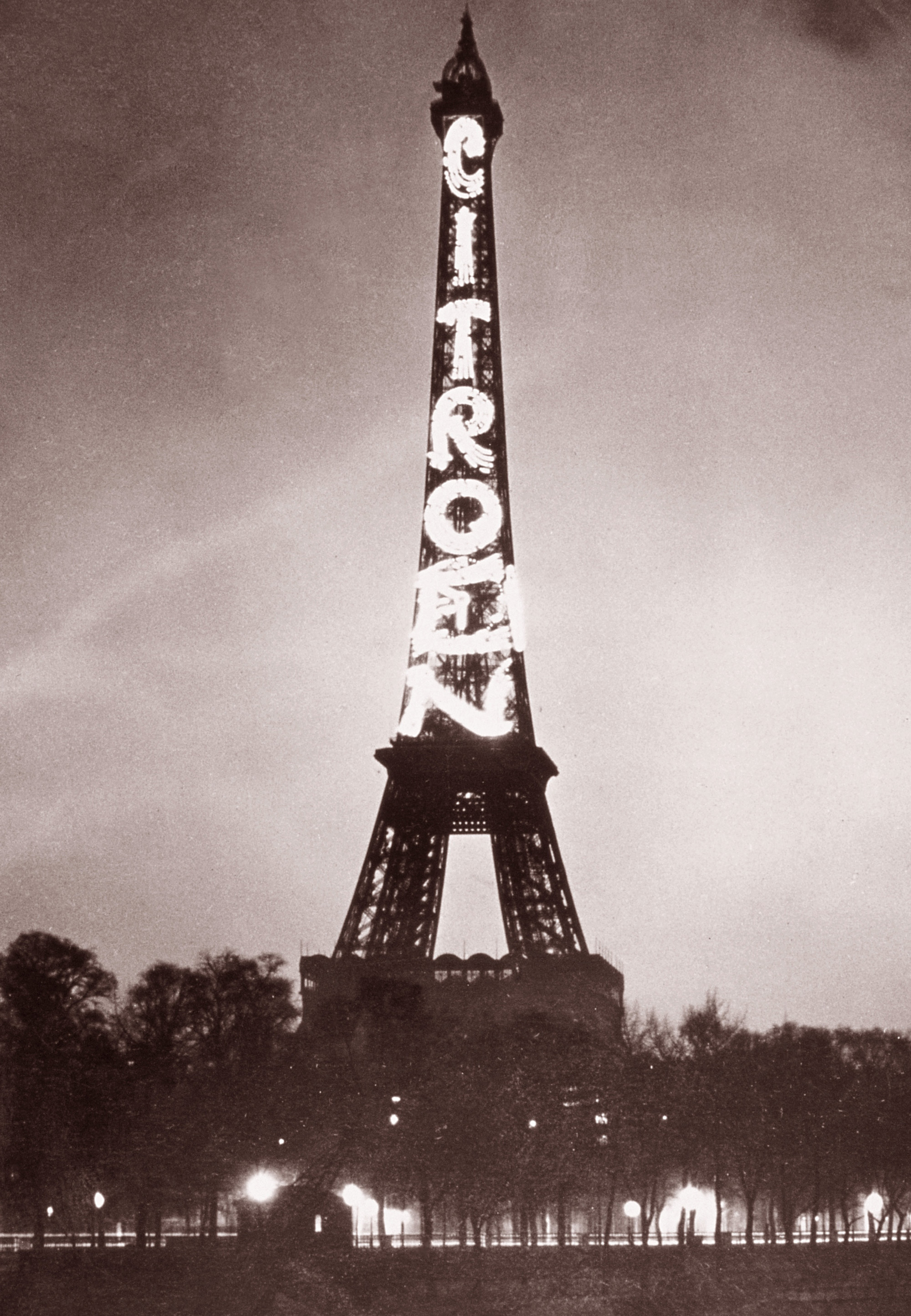
Publicidad Citroën sobre la Torre Eiffel con 250.000 bombillas.

Innova en materia de publicidad y de marketing a gran escala con: 
- La travesía del Sáhara con la prensa en un (autooruga) Citroën todo terreno desmontable de diciembre de 1922 a febrero de 1923 y los épicos Crucero negro por África en 1924, Crucero amarillo por Asia en 1931 y Crucero blanco por Alaska en 1934.
- Una espectacular publicidad iluminando la Torre Eiffel con 250.000 bombillas formando su nombre en 1924.
- Una red de concesionarios y de servicio postventa dotado de existencias de piezas de recambio a gran escala.
- Soluciones innovadoras muy ventajosas de crédito.

Siguen los modelos: Citroën B2 (1921 a 1926), Type C (1921 a 1926), B10 (1924 a 1925) y B12 (1926 a 1927). 
En 1926, concibe gracias a la ayuda del ingeniero americano Edward Gowan Budd el Citroën B14 (1926 a 1928) primer coche "hecho todo de acero" que permite concebir las primeras carrocerías sólidas totalmente cerradas por Europa.
Del 1928 al 1932 siguen Citroën C4 y Citroën C6. En 1929 Citroën se hace con el segundo puesto en la "Lista de constructores de automóviles" del mundo con 400 vehículos producidos al día (el tercio de la producción francesa) en detrimento de problemas muy graves de financiamientos acentuados por la Gran Depresión de 1929.
Del 1932 al 1938: Citroën Rosalie 8, 10, 15

### Problema de sobreendeudamiento crónico
En 1933 André Citroën es invitado por su competidor Louis Renault a visitar una nueva fábrica Renault. Entonces se acentúan gravemente el sobreendeudamiento de la compañía y debe realizar múltiples acrobacias de gestión, lo que le vale muchas críticas por construir el edificio con la mecánica más moderna de Europa de la época en 6 meses en Bruselas, Bélgica, dotada de una "catedral de acero fundido"; capaz de producir 1000 coches al día.()  
|  |  |  |

A principios de la década de 1930 Citroën era el cuarto mayor fabricante de automóviles del mundo, pero pocos años después sufrió una grave crisis. Los bancos pierden la confianza, llegando al punto de sobre-endeudamiento crónico y confían a Pierre Michelin del grupo Michelín (segundo hijo de Édouard Michelin, cofundador de dicho grupo) la tarea de ser el principal acreedor de la gestión de Citroën con la muy difícil misión de evitarle la quiebra.
En 1934 André Citroën creó el primer automóvil de serie del mundo con tracción delantera: "Citroën Traction Avant" (antes 7, 11 y 15) (1934 a 1957), pero el éxito y los principios técnicos difíciles de este modelo revolucionario no logran salvar al grupo de la quiebra.

### Quiebra y liquidación judicial
El 21 de diciembre de 1934, Citroën queda puesta en liquidación judicial. El gobierno propone al principal acreedor Michelin de repetir la marca y de salvar los 250.000 empleos, calmar a 1500 acreedores y millares de pequeños proveedores.

### Fallecimiento
En 1935, a los 57 años de edad, André Citroën cede sus acciones a Michelin y se retira en enero, siendo reemplazado en julio por Pierre Michelin. Fallece el 3 de julio del mismo año de cáncer de estómago después de 15 años de actividad industrial en la cumbre. Sus restos yacen en el cementerio de Montparnasse. 

### Era post-André Citroën
En 1976, Peugeot adquiere el 90 % del capital de Citroën a Michelin integrándose desde entonces en el recién creado grupo PSA Peugeot Citroën, sociedad dirigente y Consejo de Administración, propiedad de la Familia Peugeot. 
La calle de Javel fue rebautizada como calle André Citroën y su histórica fábrica fue transformada en un parque que también fue nombrado como André Citroën, a modo de homenaje.

## Lazos de parentesco
Por su hermana Fernanda Citroën, André Citroën es: 
- Tío de Raymond Lindon, célebre abogado y procurador de la República de Francia requerido en procesos como la Liberación de Francia.
- Tío-abuelo de Jérôme Lindon (1925-2001), director de "Éditions de Minuit" del 1948 al 2001.
- Tío-abuelo lejano de Vincent Lindon (nacido en 1959), actor, realizador y guionista.